# Ethan Cochran
Ethan Cochran (Estados Unidos, 9 de enero de 1994) es un atleta estadounidense especializado en la prueba de lanzamiento de disco, en la que consiguió ser subcampeón mundial juvenil en 2011.

## Carrera deportiva
En el Campeonato Mundial Juvenil de Atletismo de 2011 ganó la medalla de plata en el lanzamiento de disco, llegando hasta los 61.37 metros que fue su mejor marca personal, tras el jamaicano Fedrick Dacres (oro con 67.05 metros) y por delante del sudafricano Gerhard de Beer.